# Санта Марија а Монте
Санта Марија а Монте (итал. Santa Maria a Monte) је насеље у Италији у округу Пиза, региону Тоскана.
Према процени из 2011. у насељу је живело 6438 становника. Насеље се налази на надморској висини од 86 м.

## Становништво
Према резултатима пописа становништва 2011. у општини је живело 12.847 становника.
| 1931. | 1936. | 1951. | 1961. | 1971. | 1981.  | 1991.  | 2001.  | 2011.  |
| ----- | ----- | ----- | ----- | ----- | ------ | ------ | ------ | ------ |
| 7.612 | 7.518 | 7.568 | 8.291 | 9.242 | 10.389 | 10.373 | 10.841 | 12.847 |

## Партнерски градови
- Фонвјеј